# Víctor Melchor Quintana Quezada
Víctor Melchor Quintana Quezada (* 29. Juli 1969 in Santa Ana, Chihuahua) ist ein mexikanischer römisch-katholischer Geistlicher und Bischof von Nuevo Casas Grandes.

## Leben
Víctor Melchor Quintana Quezada studierte Philosophie und Theologie am Priesterseminar des Erzbistums Chihuahua, für das er am 16. September 1996 das Sakrament der Priesterweihe empfing.
Nach der Priesterweihe war er in verschiedenen Gemeinden in der Pfarrseelsorge tätig. Nach weiteren Studien erwarb er an der Päpstlichen Lateranuniversität in Rom das Lizenziat in Pastoraltheologie. Am Priesterseminar des Erzbistums war er Präfekt und Ökonom. Zuletzt war er ab 2019 Pfarrer der Pfarrei Santa Maria Reina.
Papst Franziskus ernannte ihn am 25. Januar 2025 zum Bischof von Nuevo Casas Grandes. Der Apostolische Nuntius in Mexiko, Erzbischof Joseph Spiteri, spendete ihm am 25. März desselben Jahres im Gymnasium Francisco de Ibarra in Nuevo Casas Grandes die Bischofsweihe. Mitkonsekratoren waren der Erzbischof von Chihuahua, Constancio Miranda Weckmann, und sein Amtsvorgänger und Bischof von Culiacán, Jesús José Herrera Quiñonez.